# European Sevens Championship 2007
El European Sevens Championship de 2007 fue la sexta edición del campeonato de selecciones nacionales masculinas europeas de rugby 7.

## Fase de grupos

### Grupo A
| Equipo   | Encuentros | Encuentros | Encuentros | Encuentros | Tantos  | Tantos    | Tantos     | Puntos |
| Equipo   | jugados    | ganados    | empatados  | perdidos   | a favor | en contra | diferencia | Puntos |
| -------- | ---------- | ---------- | ---------- | ---------- | ------- | --------- | ---------- | ------ |
| Rusia    | 5          | 5          | 0          | 0          | 150     | 38        | +112       | 15     |
| Francia  | 5          | 4          | 0          | 1          | 109     | 53        | +56        | 13     |
| Polonia  | 5          | 3          | 0          | 2          | 111     | 100       | +11        | 11     |
| Rumania  | 5          | 2          | 0          | 3          | 83      | 71        | +12        | 9      |
| Alemania | 5          | 1          | 0          | 4          | 57      | 125       | –68        | 7      |
| Andorra  | 5          | 0          | 0          | 5          | 38      | 161       | –123       | 7      |

### Grupo B
| Equipo   | Encuentros | Encuentros | Encuentros | Encuentros | Tantos  | Tantos    | Tantos     | Puntos |
| Equipo   | jugados    | ganados    | empatados  | perdidos   | a favor | en contra | diferencia | Puntos |
| -------- | ---------- | ---------- | ---------- | ---------- | ------- | --------- | ---------- | ------ |
| Moldavia | 5          | 4          | 1          | 0          | 151     | 71        | +80        | 14     |
| España   | 5          | 4          | 0          | 1          | 103     | 50        | +53        | 13     |
| Rumania  | 5          | 3          | 0          | 2          | 98      | 80        | +18        | 11     |
| Italia   | 5          | 2          | 1          | 2          | 82      | 86        | –4         | 10     |
| Ucrania  | 5          | 1          | 0          | 4          | 69      | 90        | –21        | 7      |
| Lituania | 5          | 0          | 0          | 5          | 31      | 157       | –126       | 7      |

## Fase Final

#### Copa de oro
|  | Semifinales | Semifinales | Semifinales |         |       | Copa         | Copa         | Copa         |  |
|  |             |             |             |         |       |              |              |              |  |
|  |             |             |             |         |       |              |              |              |  |
|  | Rusia       | Rusia       | 45          |         |       |              |              |              |  |
|  | Rusia       | Rusia       | 45          |         |       |              |              |              |  |
|  | España      | España      | 0           |         |       |              |              |              |  |
|  | España      | España      | 0           |         | Rusia | Rusia        | 35           |              |  |
|  |             |             |             |         | Rusia | Rusia        | 35           |              |  |
|  |             |             | Francia     | Francia | 10    |              |              |              |  |
|  | Francia     | Francia     | Francia     | Francia | 10    | 42           |              |              |  |
|  | Francia     | Francia     |             |         |       | 42           |              |              |  |
|  | Moldavia    | Moldavia    | 7           |         |       | Tercer lugar | Tercer lugar | Tercer lugar |  |
|  | Moldavia    | Moldavia    | 7           |         |       | Tercer lugar | Tercer lugar | Tercer lugar |  |
|  |             |             |             |         |       |              |              |              |  |
|  |             |             |             |         |       | Moldavia     | Moldavia     | 17           |  |
|  |             |             |             |         |       | Moldavia     | Moldavia     | 17           |  |
|  |             |             |             |         |       | España       | España       | 12           |  |
|  |             |             |             |         |       | España       | España       | 12           |  |
|  |             |             |             |         |       |              |              |              |  |

| Bandera de Rusia |
| Campeón Rusia    |
| Primer título    |